# Districtul Szentgotthárd
Szentgotthárd (în maghiară Szentgotthárdi járás) este un district în județul Vas, Ungaria.
Districtul are o suprafață de 255,04 km2 și o populație de 15.180 locuitori (2013).